# Fondazione Bellonci
La Fondazione Maria e Goffredo Bellonci ONLUS (brevemente e comunemente nota come Fondazione Bellonci) è una istituzione culturale italiana fondata nel 1986 a Roma, ove ha sede.
Si occupa principalmente della promozione e diffusione della lettura di libri di narrativa: in particolare a cadenza annuale organizza il Premio Strega, maggior premio letterario d'Italia.
Dal 2017 è presieduta da Giovanni Solimine, mentre dal 2012 alla sua scomparsa Antonio Maccanico ne è stato presidente onorario.